# 鼠得克
鼠得克（英語：Difenacoum）是一种4-羟基香豆素類维生素K拮抗剂，有抗凝剂作用，能用作灭鼠剂，最初合成于1976年。